# Joyland (film)
Joyland (جوائے لینڈ) è un film drammatico del 2022 scritto e diretto da Saim Sadiq.
La pellicola è stata selezionata per rappresentare il Pakistan ai Premi Oscar 2023 nella sezione del miglior film internazionale e nel dicembre 2022 è diventato il primo film pakistano ad entrare nella shortlist del premio.

## Trama
Haider vive a Lahore, in Pakistan con sua moglie Mumtaz insieme a suo padre e suo fratello maggiore Saleem. La moglie lavora e Haider, disoccupato, si prende cura delle nipoti per aiutare la cognata Nucchi. Un giorno trova lavoro come ballerino in un cabaret. Si innamora di una delle ballerine più famose, Biba, una donna transgender. Da parte sua, sua moglie Mumtaz ha difficoltà ad affrontare la sua vita sempre meno libera.

## Distribuzione
Il film è stato presentato in anteprima assoluta il 23 maggio 2022 nella sezione Un Certain Regard della 75ª edizione del Festival di Cannes.
La distribuzione del film nelle sale pachistane era prevista per il 18 novembre 2022 ma fu sospesa dal Ministero dell'Informazione, pur avendo ricevuto il consenso dei censori nell'agosto precedente; solo dopo alcuni tagli la pellicola fu effettivamente distribuita nelle sale.

## Riconoscimenti
- 2022 - Festival di Cannes
  - Queer Palm
  - Premio della Giuria Un Certain Regard